# Union Station, Toronto

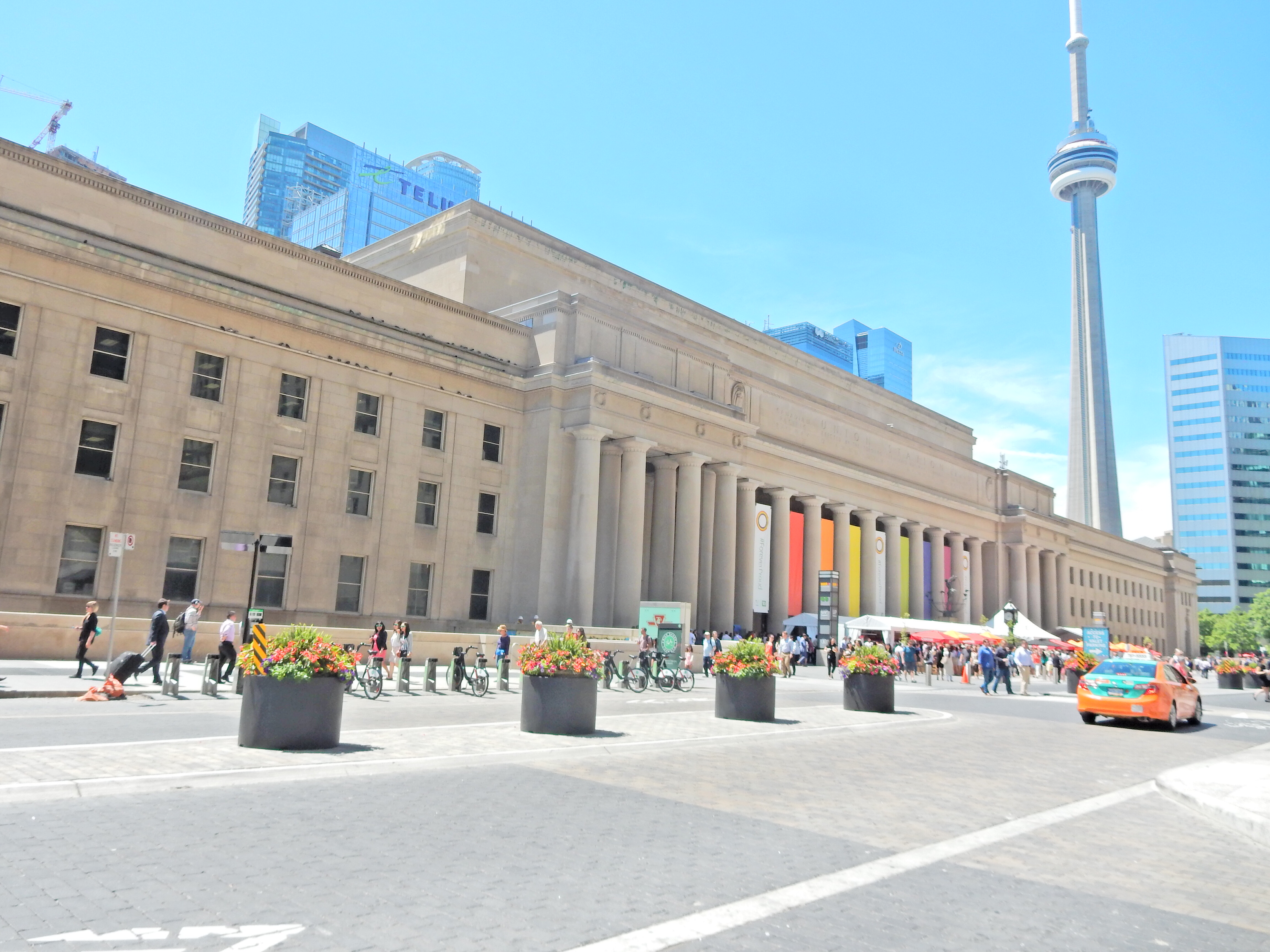
Union Stations fasad med kolonnad. I bakgrunden syns CN Tower.

Union Station i Toronto är stadens centralstation belägen i stadens centrum (engelska: Downtown) och är den största järnvägsstationen och resecentrum i såväl provinsen Ontario som i hela Kanada. Räknat i antalet passagerare är det även den näst största järnvägsstationen i Nordamerika efter Pennsylvania Station i New York.
Vid Union Station finns omstigningsmöjligheter mellan fjärrtåg från Via Rail (inrikes) och Amtrak (utrikes till USA), pendeltågen (GO Transit), flygtåget Union Pearson Express till Toronto Pearson International Airport, tunnelbanan, spårvägen samt olika bussar. 
Stationsbyggnaden, den tredje i ordningen på ungefär samma plats, invigdes 1927 av dåvarande prinsen av Wales (blivande kung Edvard VIII) och är sedan 1975 upptagen som en nationell historisk plats.

## Bakgrund
Den existerande Union Station i Toronto är den tredje i ordningen. Den första Union Station var en anspråkslös träbyggnad som uppfördes 1858 i ett läge väster om dagens stationshus (på platsen går nutidens SkyWalk). Den första stationen länkade samman och delades av Grand Trunk Railway, Northern Railway och Great Western Railway. Den första stationen ersatts 1873 av en större stationsbyggnad på samma plats. Av kapacitetsskäl beslutades på 1910-talet att en ny stationsbyggnad med högre kapacitet och bättre fördelning av spårlägen var behövlig. 
Arkitektfirman Ross and Macdonald ritade mellan 1913 och 1914 på uppdrag av Grand Trunk Railway of Canada och Canadian Pacific Railway. Bygget av den tredje stationen pågick mellan 1914 och 1927.
Den tredje stationen, i Beaux-Arts-stil, invigdes av Prins Edvard, prins av Wales den 6 augusti 1927. Vid invigningen deltog även brodern Prins George, hertig av Kent, Kanadas premiärminister William Lyon Mackenzie King, Storbritanniens premiärminister Stanley Baldwin, Ontarios viceguvernör William Donald Ross samt Ontarios premiärminister Howard Ferguson.
Stationen besöktes även hastigt av kung Georg VI och drottning Elizabeth 22 maj 1939 under denne kungs enda besök till Kanada.

## Organisatoriska förhållanden
Stationshuset och SkyWalk ägs av staden Toronto. Staden styr även tunnelbanestationen och den underjordiska spårvagnshållplatsen genom Toronto Transit Commission (TTC). Banhallen och spårområdet ägs av Metrolinx, ett bolag som ägs av provinsen Ontario genom dess transportministerium.
Järnvägssträckan som passerar genom stationen benämns som Union Station Rail Corridor, har en längd på 6,4 kilometer och är den mest trafikerade sträckan i Kanada. Trafiken på sträckan leds av Toronto Terminals Railway, ett samarbete mellan godstågbolagen Canadian National Railway och Canadian Pacific Railway som bildades genom beslut av Kanadas parlament 1906. Sträckan är likt nästan all järnväg i Kanada inte elektrifierad med vare sig kontaktledning eller strömskena, utan samtliga tåg som trafikerar Union Station drivs med diesel. GO Transit har dock ambitionen att elektrifiera pendeltågssystemet och första kontrakten skrevs under 2022.

## Bildgalleri

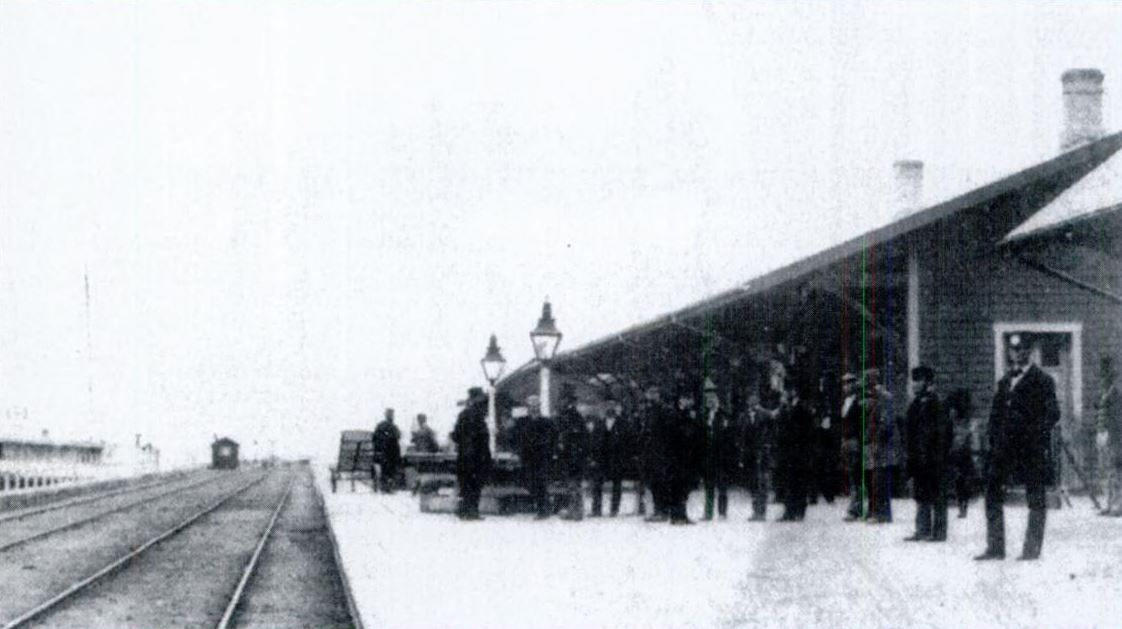
Den första Union Station på 1860-talet.
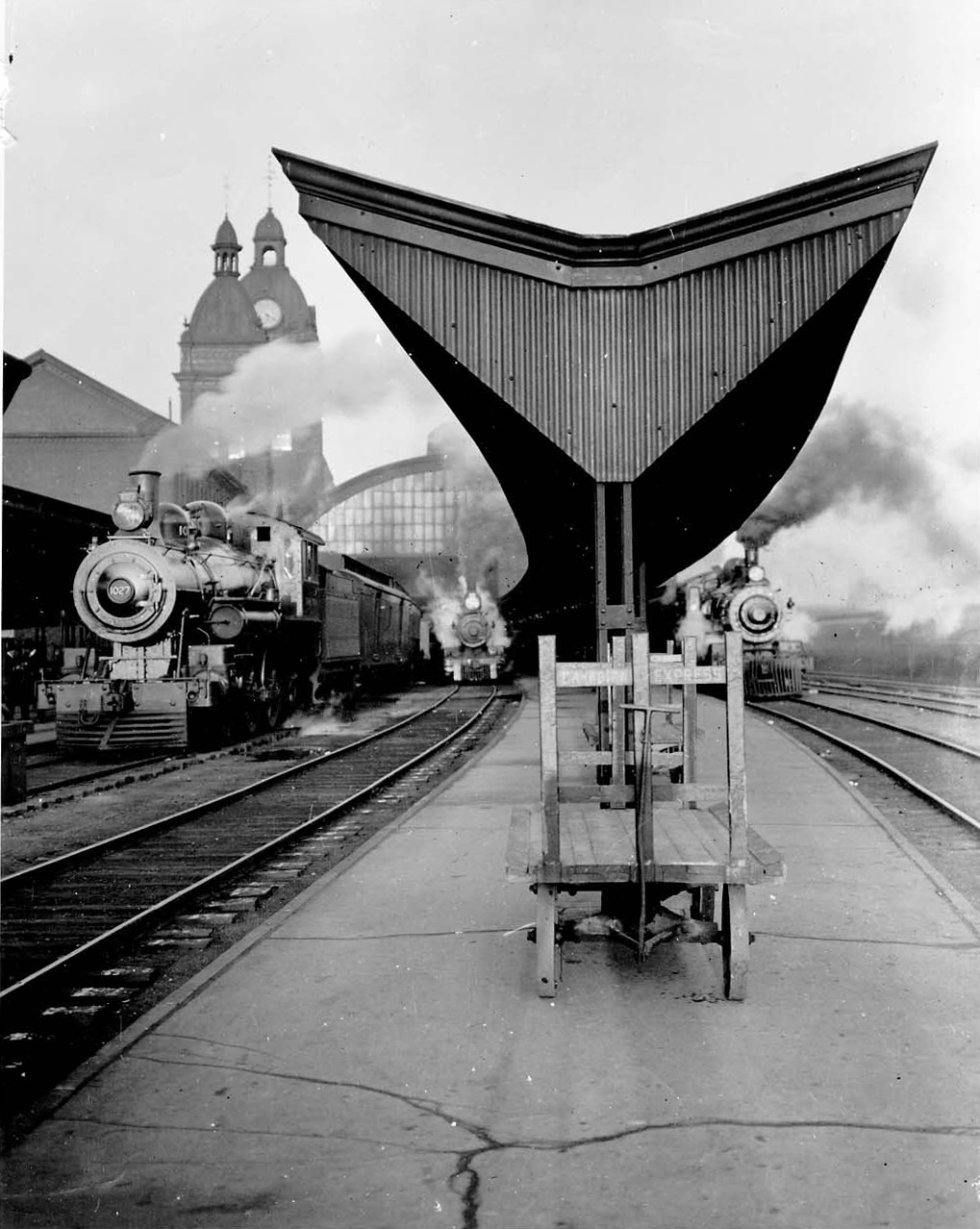
Den andra Union Station i ett foto från 1907.
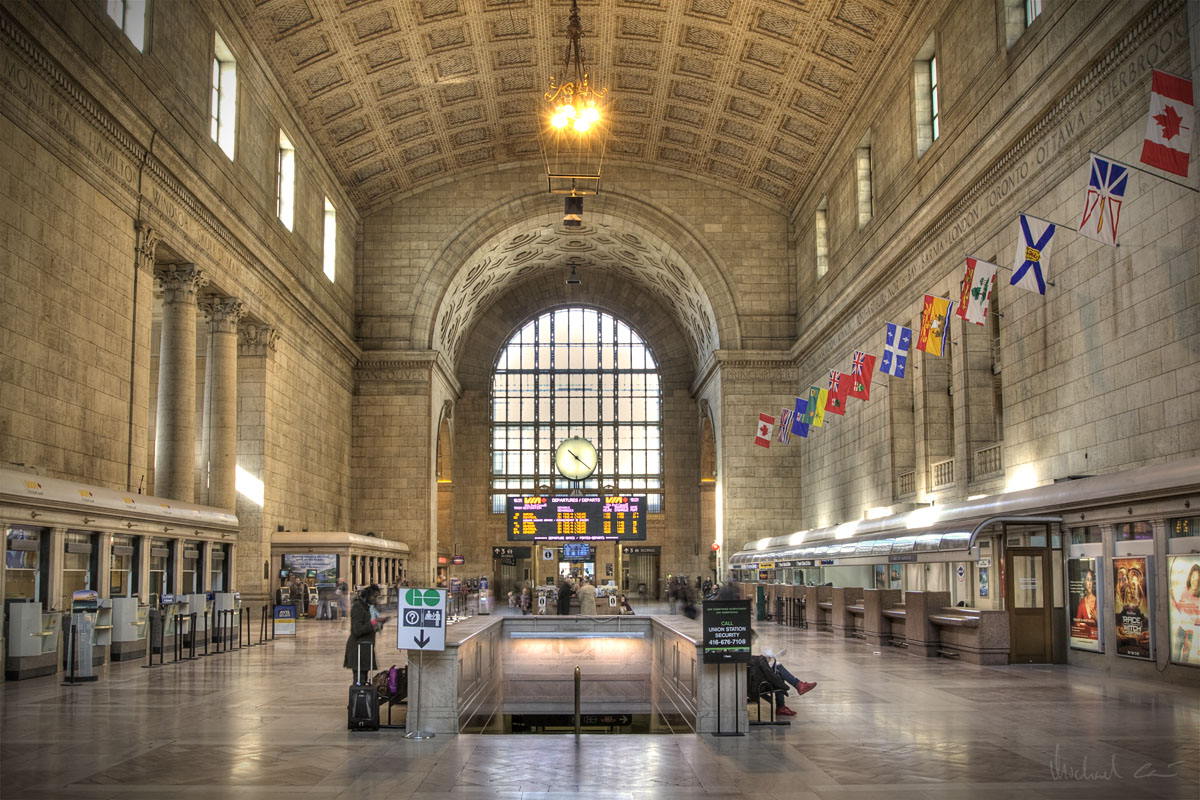
Stora väntsalen (Great Hall) med Kanadas provinsflaggor på höger vägg.
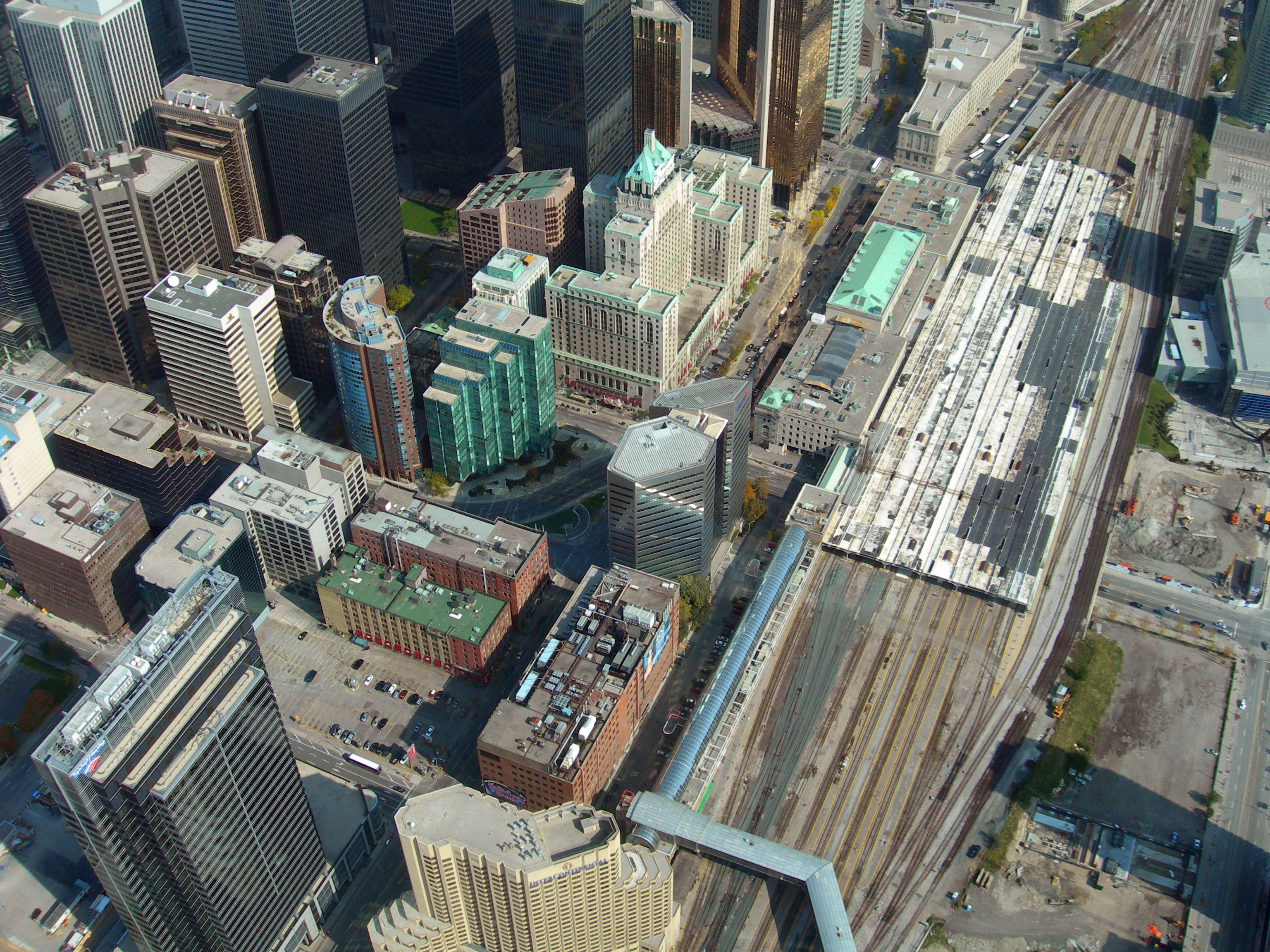
Vy över Union Station från CN Tower. Där skyns även den inglasade SkyWalk som leder till CN Tower och Rogers Centre.
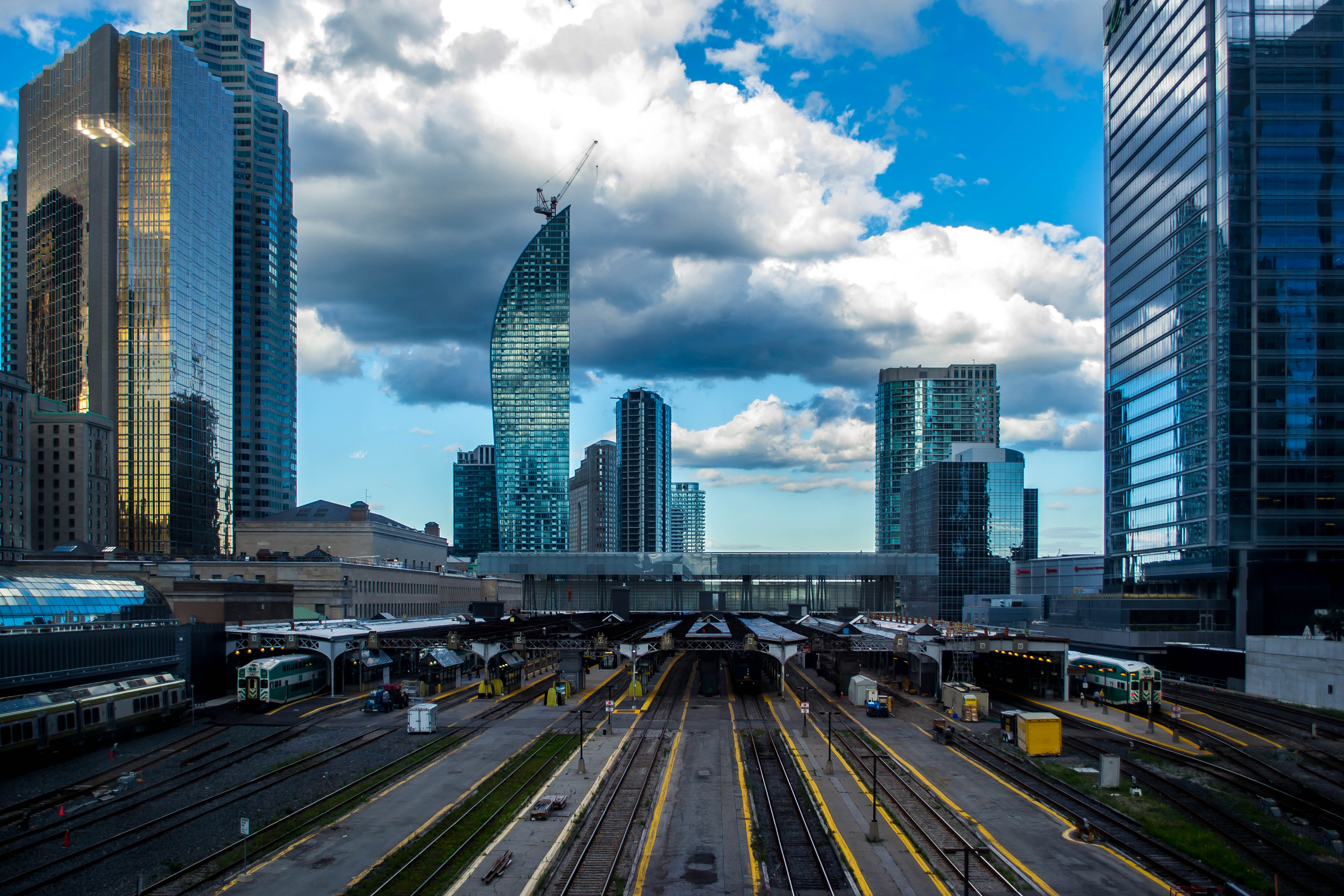
Union Station med banhall sedd från väster.
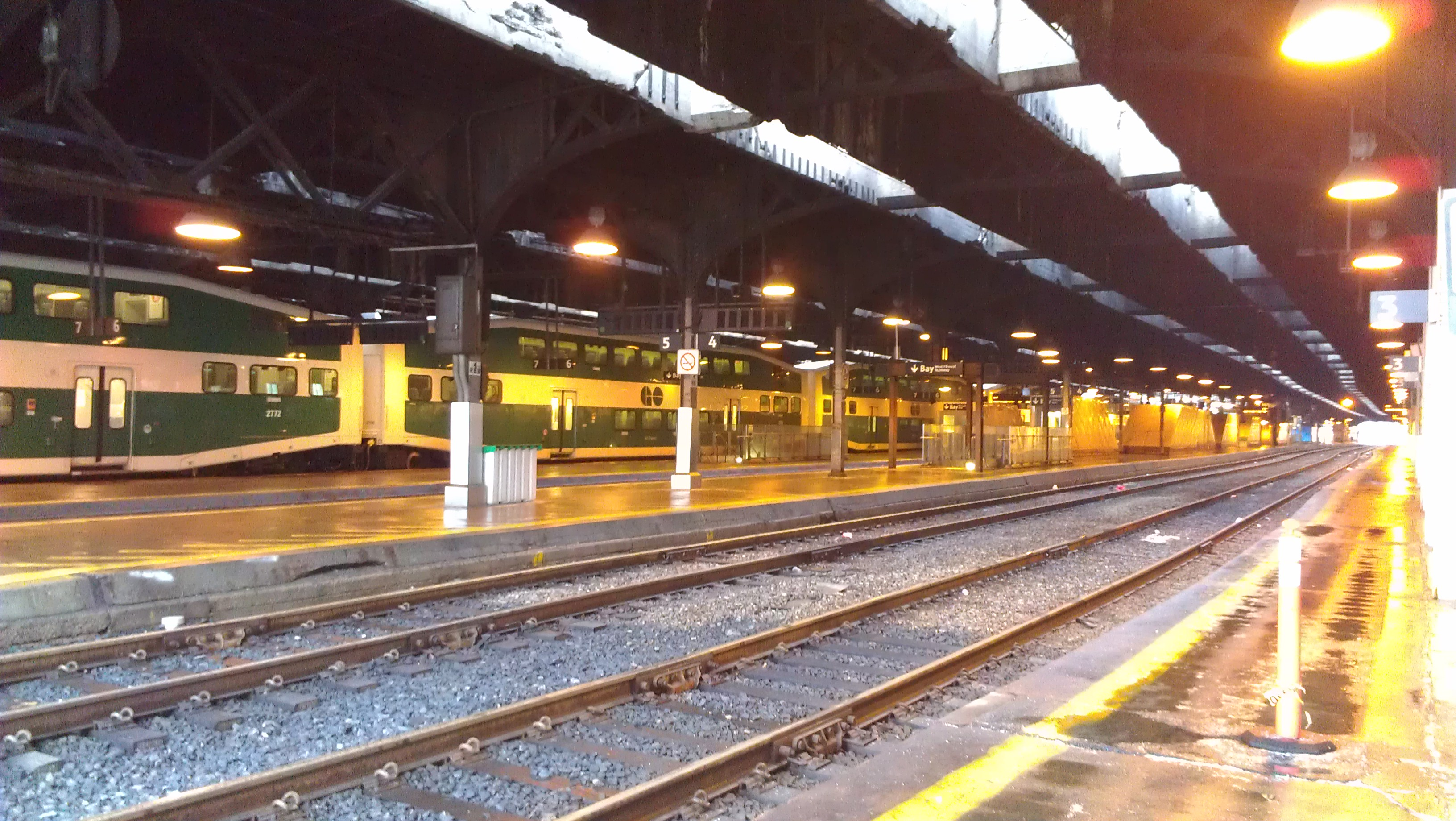
Banhallens interiör, i bakgrunde syns ett tvåvångningståg från GO Transit (pendeltåg).
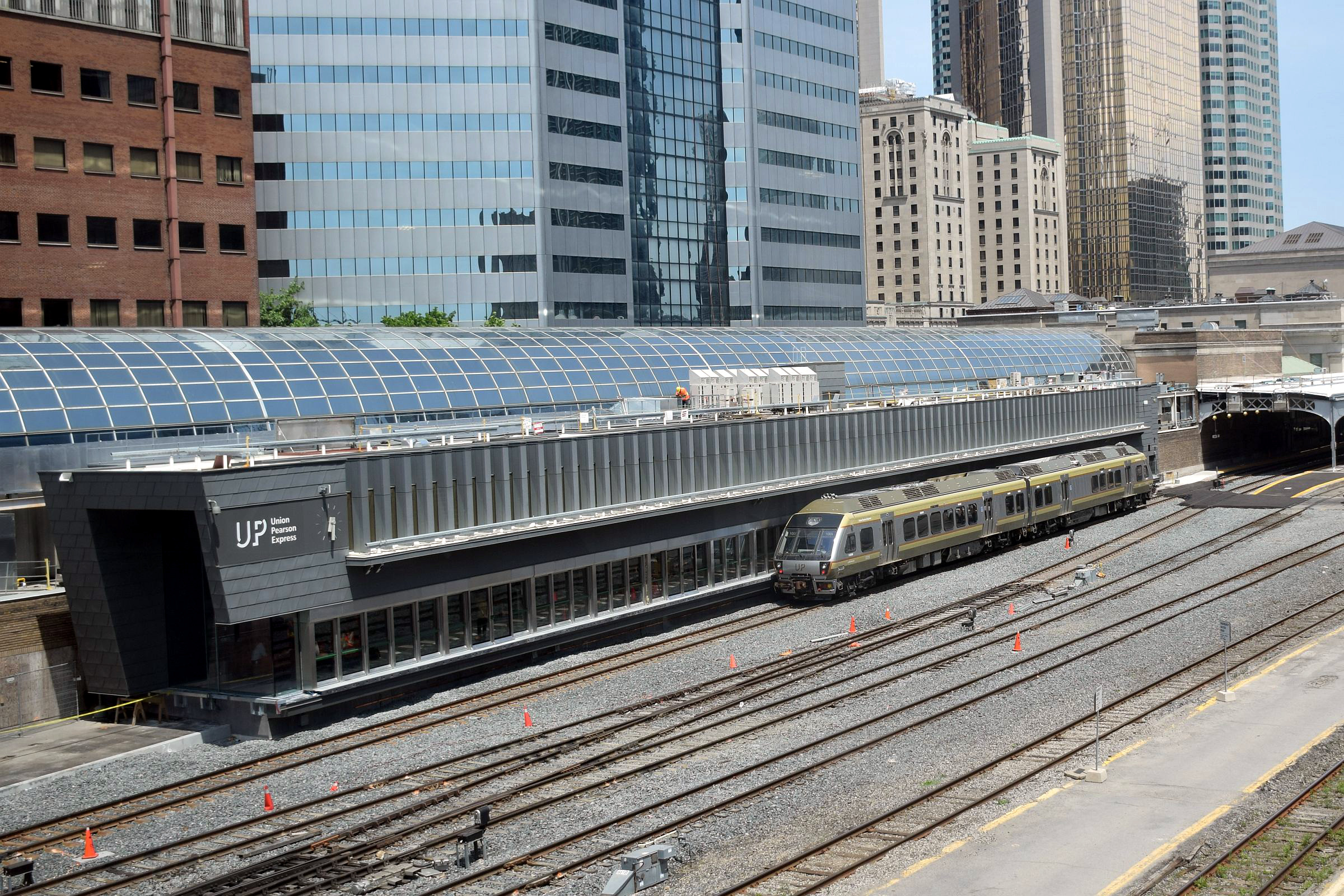
Stationsläget för Union Pearson Express.
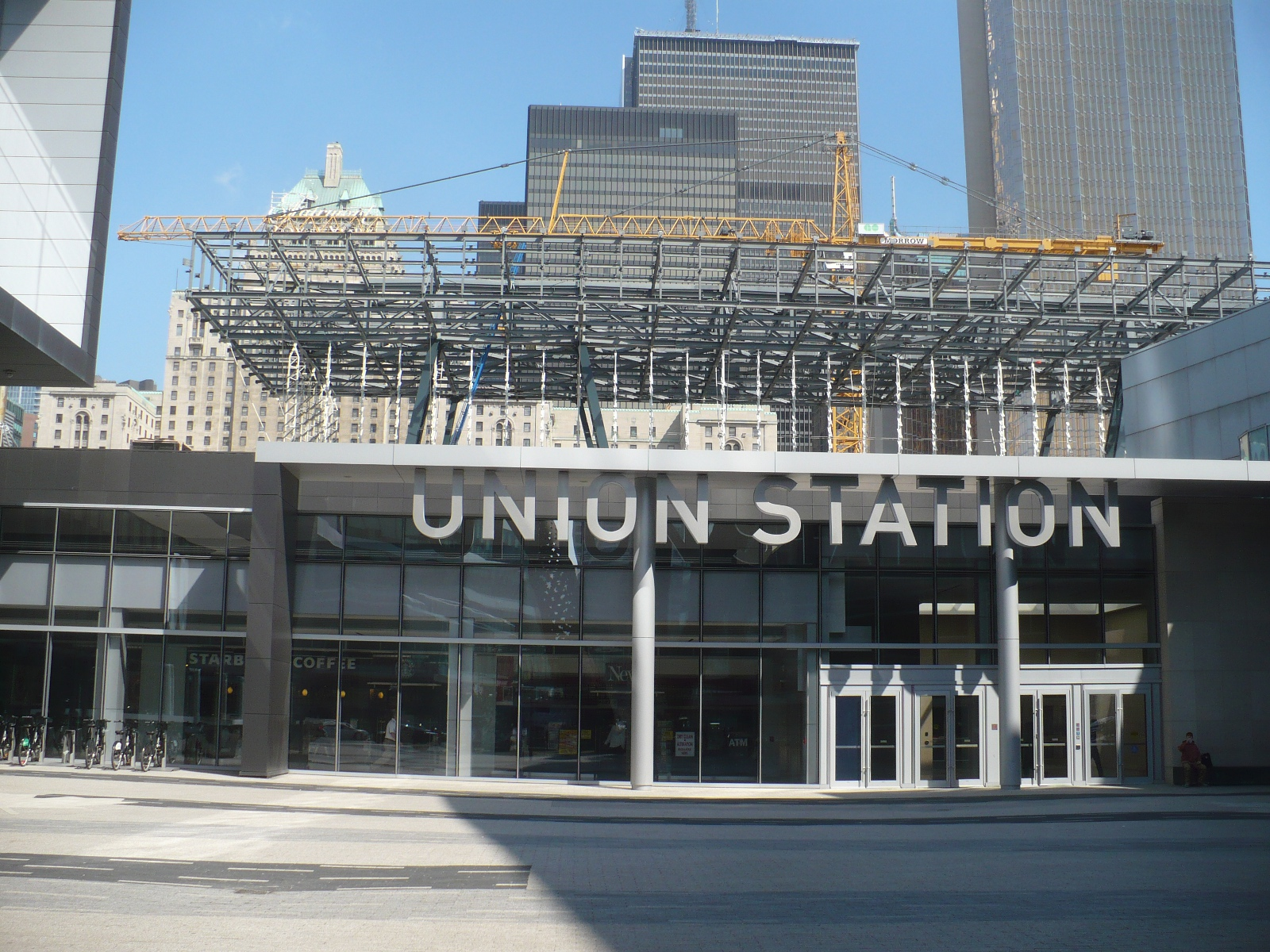
Södra entrén, öppnad 2010.
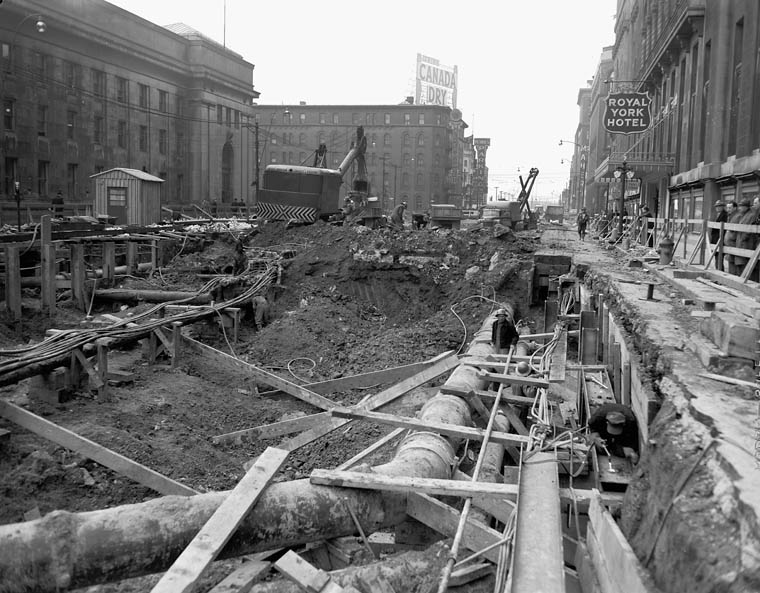
Bygget av tunnelbanan 1950.
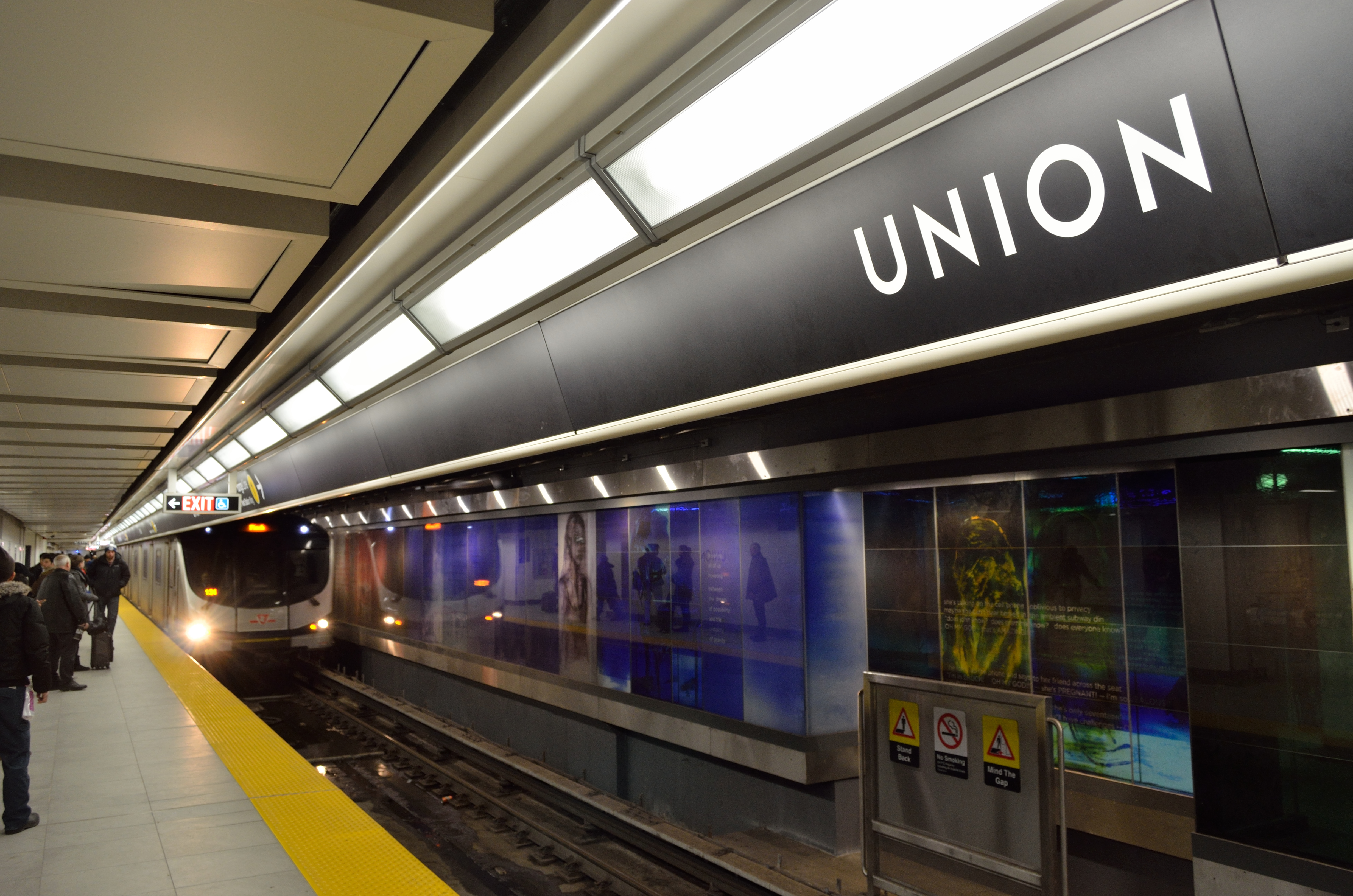
Tunnelbanestationen Union.
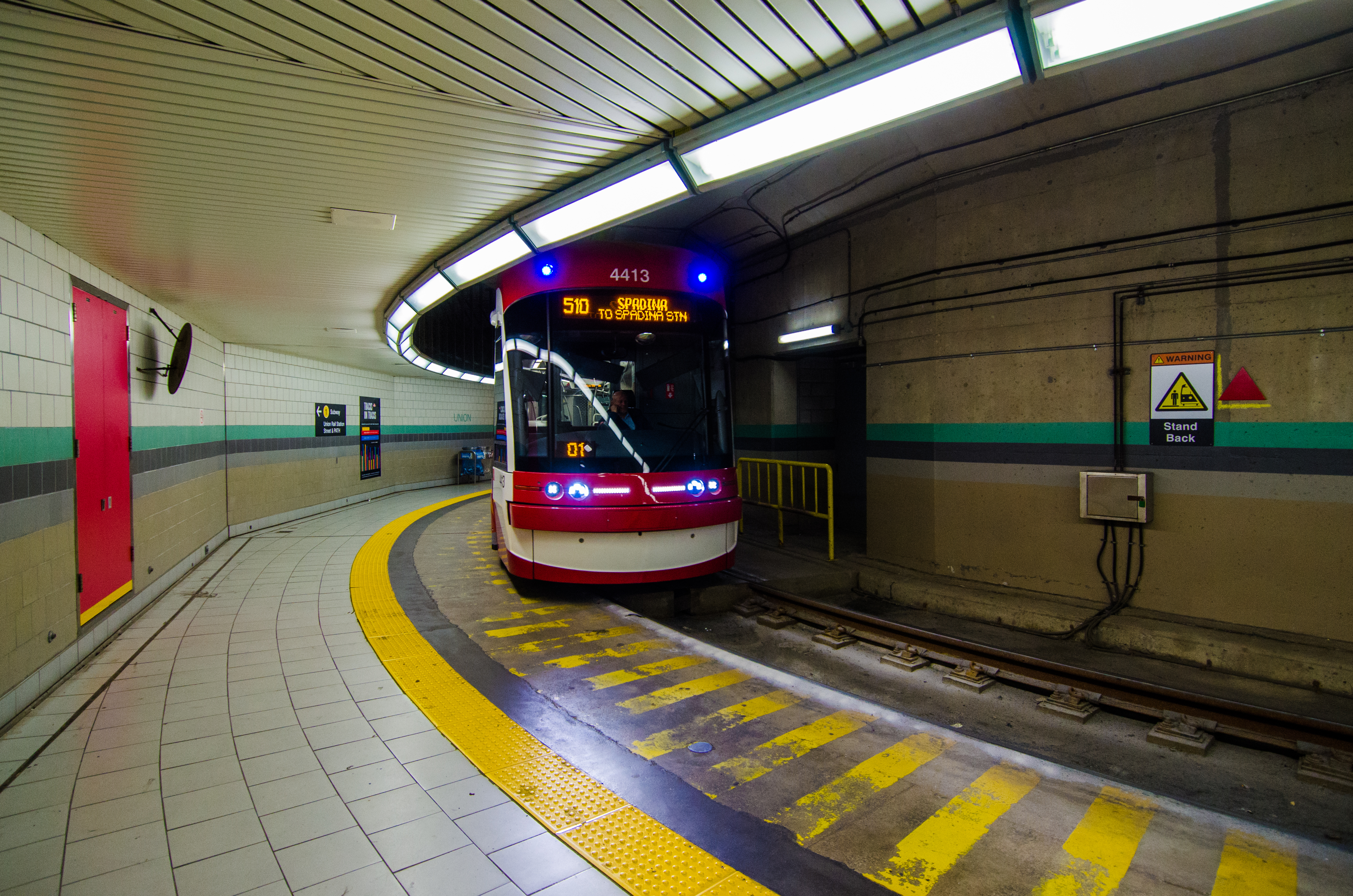
Spårvagnshållplatsen i en underjordisk vändslinga.